# Erich Rabbethge
Erich Rabbethge (* 22. Mai 1870 in Einbeck; † 28. März 1934 in Bergen) war ein deutscher Unternehmer.

## Leben
Rabbethges Vater betrieb die Karl Rabbethge & Co. – Zuckerfabrik und Landwirtschaft in Einbeck. Sein Großvater war der bekannte Zuckerfabrikant Matthias Rabbethge, Gründer der heutigen KWS Saat. Nach dem Abitur in Kassel begann Erich Rabbethge 1887 an der Kaiser-Wilhelms-Universität Straßburg Rechts-, Staats- und Naturwissenschaften zu studieren. 1889 wurde er im Corps Palatia Straßburg aktiv. Als Inaktiver wechselte er an die Friedrich-Wilhelms-Universität zu Berlin und an die Technische Hochschule Braunschweig. Darüber hinaus durchlief er eine praktische Ausbildung als Landwirt und Kaufmann.
1893 verstarb sein Vater. Rabbethge brach seine Ausbildung ab und übernahm das väterliche Unternehmen. 1900 wurde er Vorstandsmitglied der Zuckerfabrik Klein Wanzleben. Wirtschaftlich war er sehr erfolgreich. Nachdem er im Ersten Weltkrieg bis 1916 als Rittmeister teilgenommen hatte, gelang es ihm, die Zuckerfabrik in Klein Wanzleben zu stabilisieren und mit dem Unternehmen zu expandieren.
Rabbethge war in vielfältiger Weise in Lobbyorganisationen und wirtschaftlichen Vereinigungen tätig. So war er Vorsitzender der Magdeburg-Braunschweiger Rohrzucker-Vereinigung und des Vereins Deutscher Zuckerrübenzüchter. Im Vereinsausschuss des Vereins der Deutschen Zuckerindustrie war er Mitglied. Er gehörte den Vorständen und Aufsichtsräten zahlreicher Banken und Unternehmen der Zuckerindustrie an und gründete die Deutsche Zuckerbank AG. Er war Vorsitzender des Aufsichtsrates der Deutschen Kredit- und Handelsgesellschaft AG, der Deutschen Zuckerbank AG und der Zuckerraffinerie Magdeburg AG.
1927 gehörte er zu den Teilnehmern der Pariser Zuckerkonferenz. In der folgenden Zeit leitete er die deutsche Delegation in den Verhandlungen über die Regulierung der weltweiten Zuckerherstellung und des Zuckerverbrauchs.
Seine Brüder waren Oskar Rabbethge und Otto Rabbethge.

## Auszeichnungen
- Kommerzienrat (1912)
- Dr. phil. h. c. der Friedrichs-Universität Halle (1919)
- Roter Adlerorden
- Eisernes Kreuz II. und I. Klasse
- Preußische Landwehrdienstauszeichnung I. Klasse
- Rote Kreuz-Medaille (Preußen)
- Hausorden vom Weißen Falken, Ritter
- Königlicher Kronen-Orden (Preußen) III. Klasse
- Verdienstkreuz für Kriegshilfe (Preußen)

## Werke
- Volksernährung im neuen Wirtschaftsjahr, 1916
- Kartoffelversorgung, Schweinehaltung, Fettversorgung, 1916
- Sicherstellung der Volksernährung, 1917
- Volksernährung 1917/1918 und Vorschläge zur Veränderung der Nahrungswirtschaft, 1917
- Unsere Ernährungswirtschaft nach Friedensschluß. Zeitschrift Deutsche Zuckerindustrie 44 (1919), S. 13
- Die Entwicklung der Deutschen Rübensamenzucht. Zeitschrift Deutsche Zuckerindustrie 44 (1919), S. 298 ff.
- Ernährungswirtschaft. Zeitschrift Centralbibliothek Zuckerindustrie 28 (1919/20), S. 609.
- Wirtschaft und Finanzen. Zeitschrift Centralbibliothek Zuckerindustrie 29 (1920/21), S. 218.
- Neueste Dokumente zu internationalen Verhandlungen – Der deutsche Standpunkt. Zeitschrift Deutsche Zuckerindustrie 55 (1930), S. 1363 f.
- Aktenstücke zu den internationalen Verhandlungen. Zeitschrift Deutsche Zuckerindustrie 56 (1931), S. 128 ff.
- Die deutsche Wirtschaftskrise und die deutsche Landwirtschaft. Zeitschrift Deutsche Zuckerindustrie 56 (1931), S. 1245.
- Verlauf der letzten internationalen Verhandlungen. Zeitschrift Deutsche Zuckerindustrie 57 (1932), S. 288 ff.
- Die Internationalen Zuckerverhandlungen in Haag. Zeitschrift Deutsche Zuckerindustrie 57 (1932), S. 1036 f.
- Die Zukunft unserer Zuckerindustrie. Zeitschrift Centralbibliothek Zuckerindustrie 40 (1932), S. 665.
- mit Franz von Papen: Stellung und Aufgaben des Unternehmers im heutigen neuen Staate. Zeitschrift Deutsche Zuckerindustrie 58 (1933), S. 40.
- Bericht über die neuesten internationalen Zuckerverhandlungen. Zeitschrift Deutsche Zuckerindustrie 58 (1933), S. 413 ff.